# Heart Aerospace ES-19
Heart Aerospace ES-19 – projekt szwedzkiego samolot pasażerskiego komunikacji regionalnej z napędem elektrycznym, zdolnego do przewozu 19 pasażerów.

## Historia
Projekt nowej maszyny pasażerskiej szwedzkiej wytwórni zaprezentowany został po raz pierwszy we wrześniu 2020 roku. Samolot zaprojektowano w układzie górnopłata z usterzeniem w kształcie litery T. Aluminiowy kadłub posiada skrzydła wyposażone w winglety. Nowością jest napęd samolotu, który zapewniać będą cztery silniki elektryczne wyposażone w siedmiołopatowe śmigła. Prąd czerpany będzie z komercyjnych baterii akumulatorowych. Producent gwarantuje ich żywotność na poziomie 1000 cykli ładowań. Samolot ma zabierać na pokład dziewiętnastu pasażerów. Według harmonogramu prac, uzyskanie certyfikatu typu planowane jest na 2026 rok, w tym samym roku firma będzie mogła rozpocząć dostawy do klientów. 13 lipca 2021 roku, amerykański przewoźnik United Airlines oraz korporacja Mesa Air Group, właściciela kilku regionalnych linii lotniczych, poinformowały o zawarciu warunkowych umów z Heart Aerospace na zakup 200 samolotów ES-19. Po sto dla każdego z amerykańskich beneficjentów umowy. Umowa przewiduje opcje zakupu kolejnych stu maszyn. Warunkowa umowa zostanie zrealizowana, o ile ES-19 spełni wymagania amerykańskich linii lotniczych dotyczących bezpieczeństwa eksploatacji, wymagań operacyjnych i biznesowych. Celem zakupu tego typu maszyn przez United Airlines, jest realizacja planów firmy, mających na celu ograniczenie emisji dwutlenku węgla. Z kolei Mesa Air Group, poprzez swoje linie regionalne Mesa Airlines, chcę powrócić do realizacji przewozów regionalnych, po wycofaniu się z tego fragmentu rynku przewozów lotniczych. Nastąpiło to w 2008 roku, po wycofaniu z eksploatacji samolotów Beechcraft 1900. Nowy projekt, ES-19, dzięki użyciu silników elektrycznych ma być dużo tańszy w obsłudze i eksploatacji niż samoloty z napędem turbośmigłowym. Obydwie amerykańskie firmy ogłosiły chęć zainwestowania własnych środków finansowych w rozwój i budowę samolotu ES-19. Temu celowi ma służyć utworzony przez United Airlines fundusz United Airlines Venture. Kilka miesięcy przed podpisaniem umowy z amerykańskimi przewoźnikami, list intencyjny dotyczący zakupu 20 samolotów ES-19 podpisały fińskie linie Finnair. Fiński przewoźnik planuje wdrożyć ES-19 do obsługi krótkich, lokalnych połączeń. Plany zakupowe są częścią szerszego projektu Finnair, osiągnięcia neutralności emisyjnej do 2045 roku. List intencyjny w sprawie zakupu nowych samolotów podpisała nowozelandzka linia Sounds Air. Ogółem, zdaniem szwedzkiego producenta, w połowie 2021 roku dysponował on pakietem listów intencyjnych i zamówień na 400 egzemplarzy swojej maszyny.
W połowie grudnia 2021 roku, szwedzki producent ogłosił, iż dostawcą awioniki dla nowej konstrukcji została firma Garmin, z awioniką Garmin G3000, zmodernizowaną pod kątem współpracy z elektrycznym układem napędowym.